# Comuna Corlățel, Mehedinți
Corlățel este o comună în județul Mehedinți, Oltenia, România, formată din satele Corlățel (reședința) și Valea Anilor.

## Demografie
Componența etnică a comunei Corlățel
     Români (88,98%)
     Romi (2,15%)
     Alte etnii (8,86%)
Componența confesională a comunei Corlățel
     Ortodocși (91,05%)
     Alte religii (0,26%)
     Necunoscută (8,69%)
Conform recensământului efectuat în 2021, populația comunei Corlățel se ridică la 1.162 de locuitori, în scădere față de recensământul anterior din 2011, când fuseseră înregistrați 1.366 de locuitori. Majoritatea locuitorilor sunt români (88,98%), cu o minoritate de romi (2,15%). Din punct de vedere confesional, majoritatea locuitorilor sunt ortodocși (91,05%), iar pentru 8,69% nu se cunoaște apartenența confesională.

## Politică și administrație
Comuna Corlățel este administrată de un primar și un consiliu local compus din 9 consilieri. Primarul, Mitică Păun[*], de la Partidul Social Democrat, este în funcție din 1 noiembrie 2024. Începând cu alegerile locale din 2024, consiliul local are următoarea componență pe partide politice:
|  | Partid                          | Consilieri | Componența Consiliului | Componența Consiliului | Componența Consiliului | Componența Consiliului | Componența Consiliului | Componența Consiliului | Componența Consiliului | Componența Consiliului |
|  | ------------------------------- | ---------- | ---------------------- | ---------------------- | ---------------------- | ---------------------- | ---------------------- | ---------------------- | ---------------------- | ---------------------- |
|  | Partidul Social Democrat        | 8          |                        |                        |                        |                        |                        |                        |                        |                        |
|  | Alianța pentru Unirea Românilor | 1          |                        |                        |                        |                        |                        |                        |                        |                        |

## Personalități născute aici
- Emanuela Bușoi (n. 1951), scriitoare.